# Seigō Kobayashi
Seigō Kobayashi (jap. 小林 成豪, Kobayashi Seigō; * 8. Januar 1994 in Kōbe, Präfektur Hyōgo) ist ein japanischer Fußballspieler. 

## Karriere
Seigō Kobayashi erlernte das Fußballspielen in der Jugendmannschaft von Vissel Kōbe sowie in der Universitätsmannschaft der Kwansei-Gakuin-Universität. Seinen ersten Vertrag unterschrieb er 2016 bei seinem Jugendverein Vissel Kōbe. Der Verein aus Kōbe, einer Großstadt auf der Insel Honshū, spielte in der ersten japanischen Liga, der J1 League. 2018 wurde er an den Zweitligisten Montedio Yamagata ausgeliehen. Mit dem Club spielte er 34- mal in der zweiten Liga, der J2 League. Nach Vertragsende in Kōbe unterschrieb er Anfang 2019 einen Vertrag beim Erstligaaufsteiger Ōita Trinita in Ōita. Am Saisonende 2021 belegte er mit Ōita den achtzehnten Tabellenplatz und musste in zweite Liga absteigen. Für Ōita bestritt er insgesamt 46 Ligaspiele. Zu Beginn der Saison 2023 unterschrieb einen Vertrag beim ebenfalls in der zweiten Liga spielenden Renofa Yamaguchi FC.